# گمینا کولونووسکیه
گمینا کولونووسکیه (به لهستانی:  Gmina Kolonowskie) یک گمینا در لهستان است که در شهرستان ستژلتسه واقع شده‌است. گمینا کولونووسکیه ۸۳٫۶۱ کیلومتر مربع مساحت و ۶٬۲۲۳ نفر جمعیت دارد.